# تيركان (بالا خيابان ليتكوة)
تیرکان (بالفارسية: تیرکان) هي قرية تقع في إيران في مازندران. يقدر عدد سكانها بـ 480 نسمة .